# Pireella pohlii
Pireella pohlii är en bladmossart som beskrevs av Jules Cardot 1913. Pireella pohlii ingår i släktet Pireella och familjen Pterobryaceae. Inga underarter finns listade i Catalogue of Life.